# 岐阜女子大学
岐阜女子大学（ぎふじょしだいがく、英語: Gifu Women's University、公用語表記: 岐阜女子大学）は、岐阜県岐阜市太郎丸80に本部を置く日本の私立大学。1968年創立、1968年大学設置。大学の略称は岐阜女子大、岐女大、G.W.U.。

## 概要

### 大学全体
家政学部・文化創造学部の2学部、大学院生活科学研究科・大学院文化創造学研究科（通信教育課程含む）の2研究科を擁する女子大学である。岐阜県唯一の4年制女子大学で、面倒見が良い女子大学で全国1位、小規模だが評価できる女子大学で全国3位、女子大学の実就職率で全国3位を獲得している。

### 教育方針
「大学としての教養・基礎、さらに、各専門の確かな知識・技能の習得と自分の目的に適した資格取得を目指して指導すること」「知識・技能を社会に貢献できるように、実践・実習・さぎ草祭などいろいろな活動の場を用意し実践力を育成すること」「知識・技能をもち実行するにあたり、相手の立場に配慮する力、考え方を工夫する力、批判的で創造的な力、さらにこれらの力を活用する力として思慮深さを育成すること」の3つを教育方針としている。

## 沿革
- 1946年 - 華陽女子学園（専門学校）開校
- 1965年2月 - 学校法人杉山女子学園認可・設立
- 1968年4月 - 開学（家政学部家政学科）
- 1970年 - 文学部英文学科、国文学科開設
- 1971年 - 家政学部家政学科に家政学専攻、食物栄養学専攻、住居学専攻設置
- 1976年 - 家政学部に住居学科開設
- 1987年 - 文学部に日本語教員養成コース設置
- 1995年 - 大学院文学研究科日本語日本文学専攻修士課程、英語英米文学専攻修士課程開設
- 1999年 - 文学部に観光学科開設
- 2001年 - 文学部に文化情報メディア学科文化メディア専攻、書法メディア専攻開設
- 2002年 - 家政学部家政学科管理栄養士専攻開設
- 2004年 - 大学院精華月科学研究科生活科学専攻修士課程開設。文学部英文学科、国文学科を文化創造学部文化創造学科に改組
- 2006年 - 文化創造学部文化創造学科を文化創造学専攻と初等教育学専攻に専攻分離。大学院文学研究科日本語日本文学専攻、英語英米文学専攻を文化創造学研究科文化創造学専攻修士課程に改組
- 2007年 - 大学院文化創造学研究科に初等教育学専攻修士課程開設
- 2008年 - 大学院文化創造学研究科文化創造学専攻修士課程、初等教育学専攻修士課程に通信教育課程開設
- 2015年2月11日 - 「デジタルアーカイブ研究所」を開設[4]。
- 2016年6月20日 - 学校法人杉山女子学園を学校法人華陽学園に法人名称変更
- 2018年 - 文化創造学部文化創造学科にデジタルアーカイブ専攻開設

## 学部・学科
- 文化創造学部

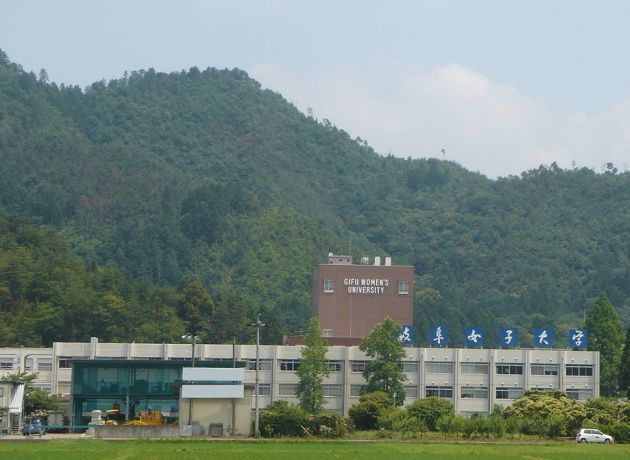
本部

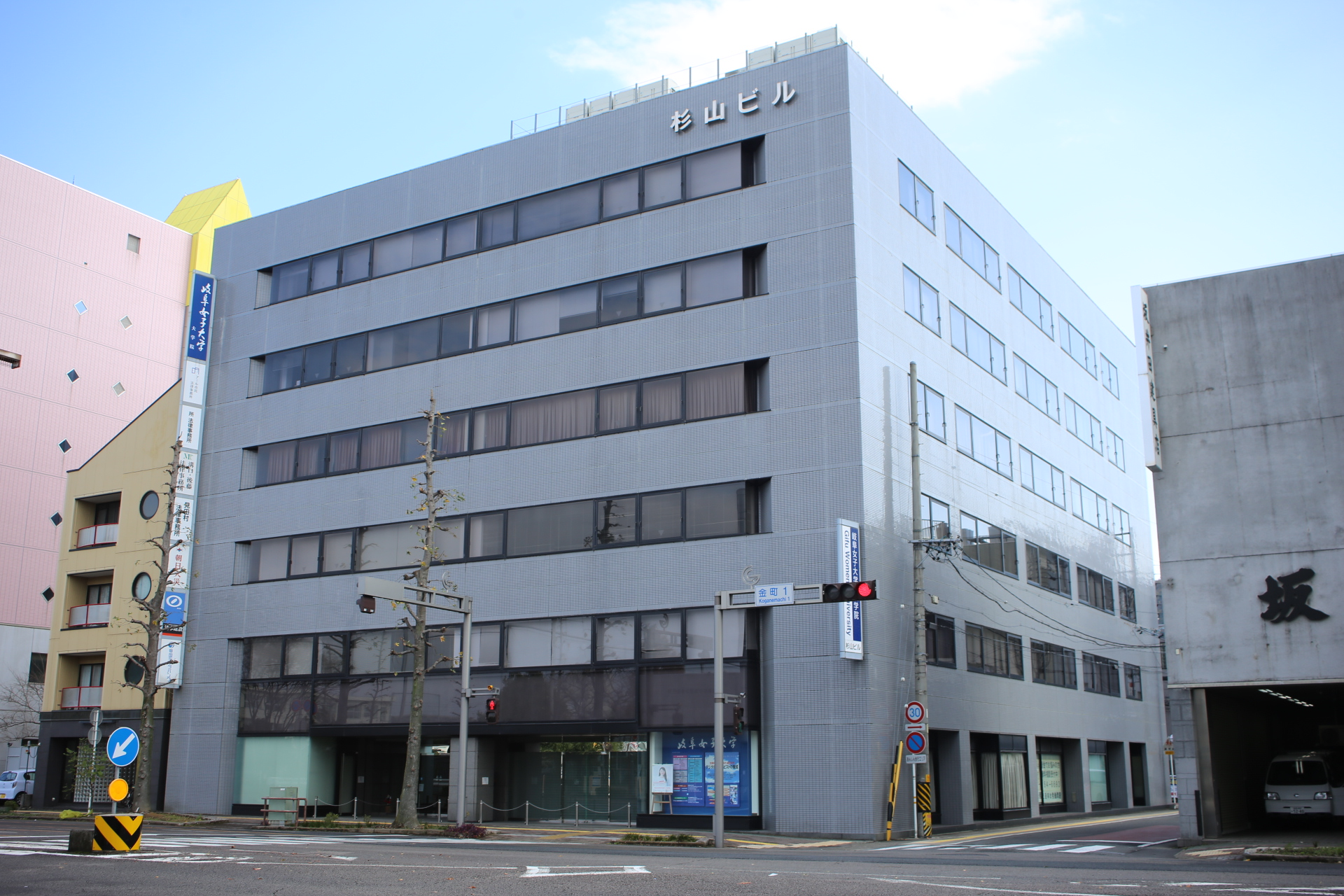
文化情報研究センター

  - デジタルアーカイブ専攻（メタバース利活用コース／ドローン利活用コース／デジタルアーキビストコース／図書館司書コース／博物館学芸員コース）
  - 文化創造学専攻
    - 書道専修
    - 観光専修（観光DXコース／公務員コース）
    - アーカイブ専修

  - 初等教育学専攻
    - 子ども発達専修（保育士・幼稚園教員コース）
    - 学校教育専修（小学校・中学校・高等学校教員コース／教育DX・教材開発コース）
- 家政学部
  - 生活科学専攻
    - 建築デザイン専攻
      - 建築スペースデザインコース
      - インテリア・プロダクトデザインコース

    - 生活科学専攻

  - 健康栄養学科

## 大学院
通学制
- 生活科学研究科（修士課程）
  - 生活科学専攻
- 文化創造学研究科（修士課程）
  - 文化創造学専攻
  - デジタルアーカイブ専攻
  - 初等教育学専攻

通信制
- 文化創造学研究科（修士課程・通信教育課程）
  - 文化創造学専攻
  - デジタルアーカイブ専攻
  - 初等教育学専攻

## 施設・研究機関

### 施設
- 図書館
- デジタルミュージアム
- 教育支援センター
- キャリア支援センター
- 沖縄校

### 研究機関
- 文化情報研究センター
- 地域文化研究所
- 南アジア研究センター
- デジタルアーカイブ研究所
- 長寿健康栄養学センター
- 衣食住生活研究センター

## 対外関係

### 他大学との協定

#### 国内大学
- 放送大学[5]
- 沖縄女子短期大学

#### 国外大学
- 中国美術学院

## 大学関係者

### 著名な出身者
- 廣川まさき（ノンフィクション作家・開高健ノンフィクション賞受賞者）
- 磯部悦子（元中京テレビアナウンサー）